# 異世界の歩き方
異世界の歩き方（いせかいのあるきかた）は、2022年に学研ホールディングス傘下の株式会社地球の歩き方より出版された書籍。ムーと地球の歩き方のコラボレーション作品。

## 概要
新型コロナウイルスの影響で、旅行で海外に出かける人が激減して、「地球の歩き方」シリーズの売り上げは9割減となる。このことから「地球の歩き方」シリーズの出版元はダイヤモンド社の子会社である株式会社ダイヤモンド・ビッグ社から学研ホールディングスの子会社である学研プラスへと事業譲渡された。そして学研プラスの子会社である「株式会社地球の歩き方」が設立された。2021年1月に事業譲渡され、株式会社地球の歩き方の社長には、元ムーの編集者である人物が就任。
事業譲渡の直前に、地球の歩き方の公式Twitterで、今後はムー大陸やアトランティス大陸が出るかもしれないと告知したところ大きな反応があり、このことから本気になった。始めは冗談みたいな話が本当になったと「地球の歩き方」出版編集室プロデューサーは語る。
事業譲渡をされてからは「旅の図鑑」シリーズを精力的に発行するようになる。「旅の図鑑」シリーズの一つに「世界197カ国のふしぎな聖地&パワースポット」がある。2021年4月にこれのインタビューをムーの編集長であった三上丈晴にしたことがきっかけで、「地球の歩き方」からの共に何かやらないかとの申し出が「ムー」に快諾されて実現した。
発売前から重版が決まり、発売から3週間で5刷9万部を突破。発売から2ヶ月で11万部を突破。
2023年、第54回星雲賞ノンフィクション部門を受賞した。